# French Bee
French Bee (antigamente French Blue) é uma companhia aérea francesa de baixo custo, com sede em Paris, França. Seu hub principal é o aeroporto de Paris-Orly. A empresa planeja contratar 400 funcionários em dois anos.

## História
A companhia foi fundada em 2016, pelo Groupe Dubreuil, o qual também é o proprietário da empresa Air Caraïbes. O primeiro voo está programado para ocorrer em 10 de Setembro de 2016, saindo de Paris (Paris-Orly) para Punta Cana. A empresa irá operar também alguns voos de longo curso com o nome da Air Caraïbes a partir 19 de julho de 2016.

## Destinos
A French Bee ira voar para os seguintes destinos a partir de março 2016:
|  | Hub       |
|  | Futuro    |
|  | Sazonal   |
|  | Encerrado |

## Frota
A Frota da French Blue inclui as seguintes aeronaves (Junho de 2016):